# Алтайский язык
Алта́йский / Южно-алтайский язы́к (алт. Алтай тил) — один из киргизско-кыпчакских или горно-алтайских языков, родной, общенациональный и литературный язык алтайцев. Государственный язык Республики Алтай. До 1948 года назывался Ойротским.

## Описание
Традиционно алтайский и северноалтайский языки считались единым языком, алтайским. Однако согласно современным классификациям тюркских языков они являются разными. Ситуацию усложняет то, что некоторые из южных и северных наречий официально признаны отдельными языками коренных малочисленных народов Сибири (кумандинский, телеутский, тубаларский и челканский).
Причисление алтайского языка к хакасской группе тюркских языков сомнительно ввиду интервокального «-j-» вместо «-z-», вероятно, это один из киргизско-кыпчакских языков.
По данным переписи 2010 года, в России 55 720 человек заявило, что владеет алтайским языком. По оценкам, из них около 10 тысяч говорит на наречиях северноалтайского, остальные на алтайском, причём большинство на наречии алтай-кижи. Вообще, согласно некоторым данным, лишь 2 % алтайцев свободно владеют алтайским языком. По данным переписи населения 2020 года 68 700 человек указали в качестве родного языка алтайский.
В составе алтайского языка выделяются 4 наречия, в отдельных случаях рассматриваемые в качестве самостоятельных языков:
- алтай-кижи — собственно алтайское наречие, основа современного литературного языка;
- телеутское наречие — основа литературного языка с середины XIX века до 1923 года;
- теленгитское наречие — язык теленгитов;
- тубаларское наречие (туба, дьиш/йыш, язык тубаларов / черневых татар) — диалект, иногда относимый к алтайскому как переходный к северноалтайскому (однако, чаще классифицируется в качестве северноалтайского).

Точная численность носителей каждого из наречий неизвестна. По очень приблизительным оценкам, на каждом из трёх последних говорит около 3 тысяч человек. Остальные говорят на собственно алтайском.

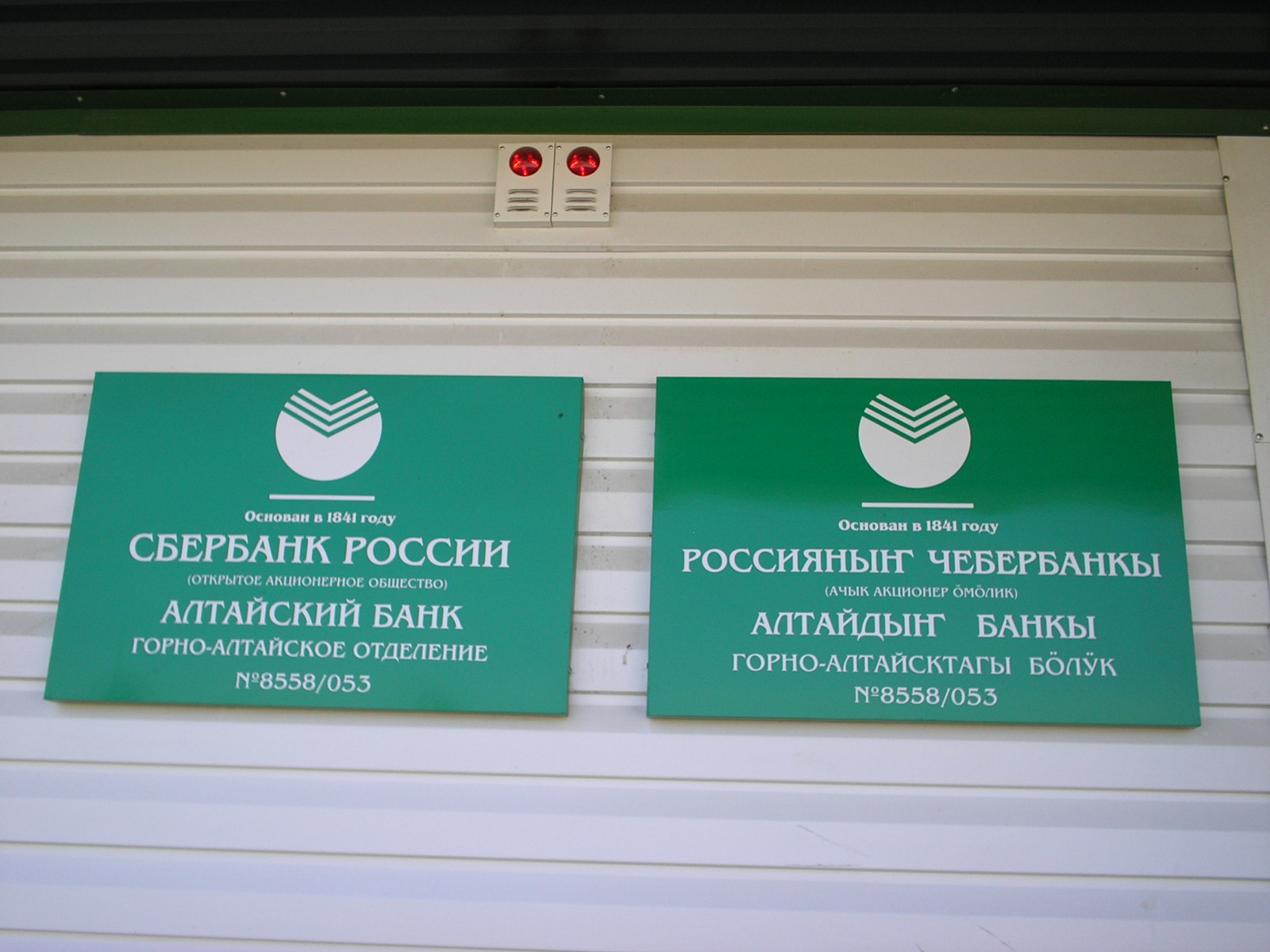
Вывеска Сбербанка на русском и алтайском языках

Письменные памятники XIX века: переводы библейских текстов, житий святых, молитвенников и служебников, осуществлённые во время христианизации алтайцев-ойротов. В 1869 году в Казани была опубликована подробная грамматика алтайского языка; в 1884 году — словарь. В развитии литературного языка сыграло роль творчество писателя-просветителя М. В. Чевалкова.
Литературный язык основывается на алтайском диалекте. До революции 1917 года литературный язык основывался на особенностях телеутского диалекта, который и в наши дни функционирует в качестве регионального литературного.
На алтайском языке издаётся республиканская газета «Алтайдыҥ чолмоны», и районные — «Чуйские зори», «Голос времени/Ойдин уни», «Ажуда», «Улаганские новости/Улаганнын солундары».

## Вопрос названия
Отмечены случаи использования по отношению к алтайскому языку в научной литературе терминов, отличных от общепринятого.
В статье Л. П. Потапова 1952 года «К вопросу о национальной консолидации алтайцев» употребляется термин «южноалтайский язык», наряду с «северноалтайским» (в настоящее время в научной среде не имеется единого подхода к классификации этой группы языков и/или наречий):

… в лингвистических классификациях тюркских языков северноалтайский и южноалтайский языки с их местными диалектами относятся к различным группам. Северноалтайский язык распадался на диалекты: кумандинский, тубаларский и челканский (и был весьма близок к языку шорцев), а южноалтайский на диалекты: теленгитский, собственно алтайский и телеутский… Если диалекты южноалтайского языка довольно быстро успели перемолоться в едином южноалтайском языке, то этого нельзя сказать о северноалтайских диалектах… Наличие единого национального литературного южноалтайского языка сомнений не вызывает, но дальнейшее развитие его как национального языка связано с преодолением серьёзных трудностей.
В современных публикациях зафиксированы единичные случаи употребления термина «южноалтайский язык».
При этом прежнее (до 1948 года) название «ойротский язык» используется в основном в публикациях, посвящённых истории алтайского языка.

## Алфавит
Письменность на основе русской кириллицы, с добавлением дополнительных букв Ҥ, Ј, Ӧ, Ӱ. Письменность на кириллической основе развивается с 1840-х годов. С 1928 года по 1938 год использовался латинский алфавит, затем снова кириллица.

## Образование на алтайском языке
Горно-Алтайский государственный университет готовит специалистов по программам 050302.00 — «Родной язык и литература (алтайский язык и литература)» (квалификация специалиста: «Учитель алтайского языка, литературы и русского языка, литературы»), 050302 — «Родной язык и литература» с дополнительной специализацией «Дошкольное образование» (квалификация специалиста: «Учитель алтайского языка и литературы»).